# Dominion Wrestling Union
A Dominion Wrestling Union (DWU) foi a primeira promoção de wrestling profissional da Nova Zelândia, estando ativa entre 1929 e 1962, quando foi sucedida pela All Star Pro-Wrestling.

## Campeonatos
- NWA New Zealand Heavyweight Championship
- NWA British Empire/Commonwealth Championship (versão da Nova Zelândia)
- NWA Australasian Heavyweight Championship

## Alumni

### Neo-zelandeses
- Lofty Blomfield
- Ray Clarke
- John da Silva
- Al Hobman
- Dick Hrstich
- Anton Koolmann
- Pat O'Connor
- Steve Rickard
- Fred Wright

### Estrangeiros
- Ali Bey
- Paul Boesch
- "Hangman" Howard Cantonwine
- Wong Buck Cheung
- Vie Christy
- Al Costello
- Wee Willie Davis
- Dean Detton
- Jack Forsgren
- Francis Fouche
- Ed Don George
- Gorgeous George
- Eric Holmback (Yukon Eric)
- Leo Jenson
- Brother Jonathan
- Paul Jones
- Frank Judson
- John Katan
- John Keatos
- Matros Kirilenko
- Bob Kruse
- Dan Koloff
- King Kong Cox
- Ed "Strangler" Lewis
- Alo Leilani
- Chief Little Wolf
- Jim Londos
- Floyd Marshall
- Frank Marshall
- Roy McClarty
- Earl McCready
- Don Mclntyre
- Dr. Gordon McKenzie
- Tom Meade
- Freddie Meyer
- Rene Michot
- Andy Moen
- Don Noland
- George Pencheff
- Martin Plestina
- Ray Richards
- Hal Rumberg
- Steve Savage
- "Jumping" Joe Savoldi
- Oki Shikina
- Gus Sonnenberg
- John Spellman
- Joe Stecher
- Ray Steele
- Sam Stein
- Glen Wade
- George Walker
- Rusty Westcoatt
- Joe Woods
- Jim Wright
- Abe Yourist
- Zebra Kid